# Air Mekong

Máy bay Bombardier CRJ 900 của hãng hàng không Air Mekong

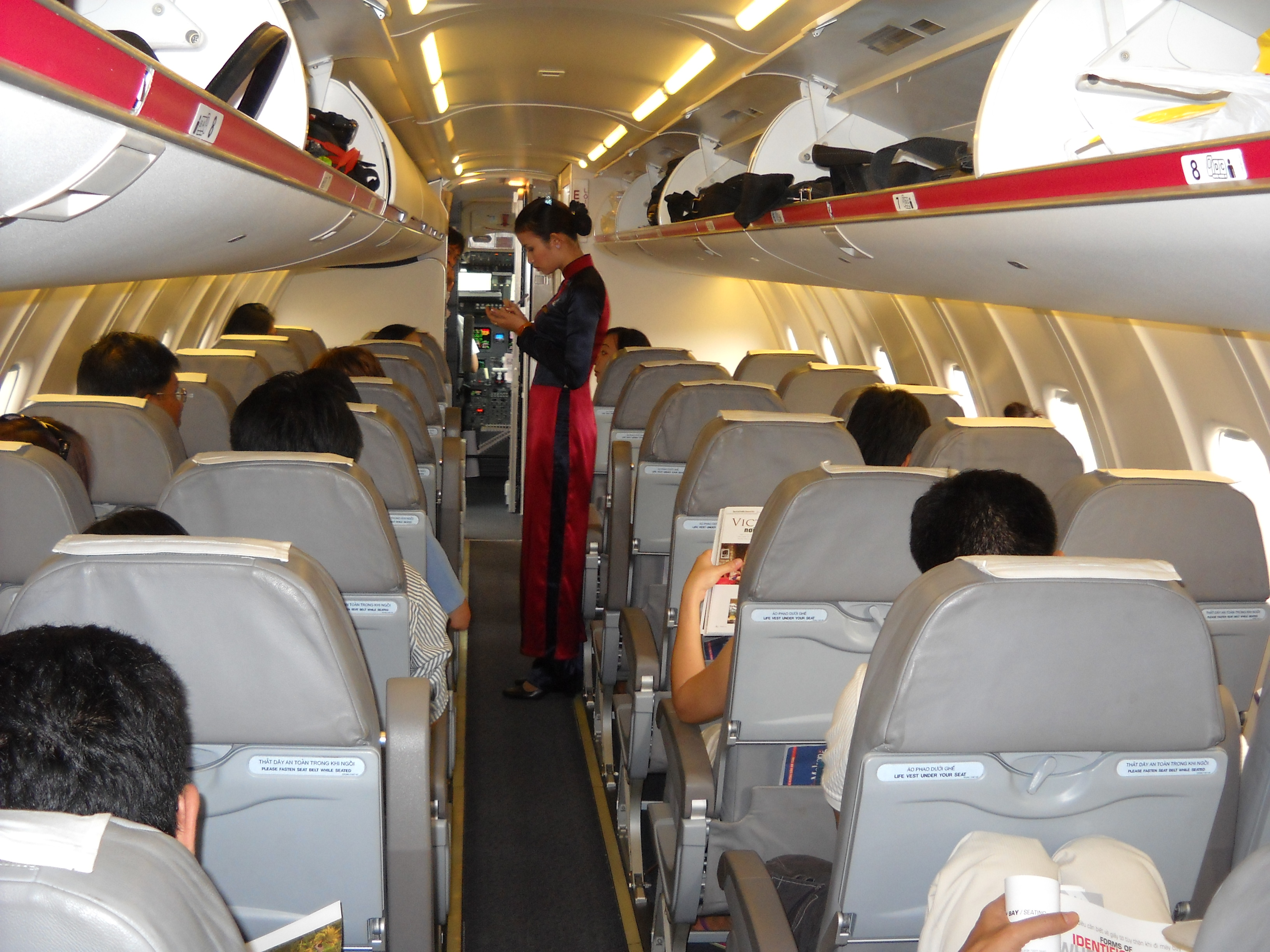
Bên trong chiếc Bombardier CRJ 900 của Air Mekong

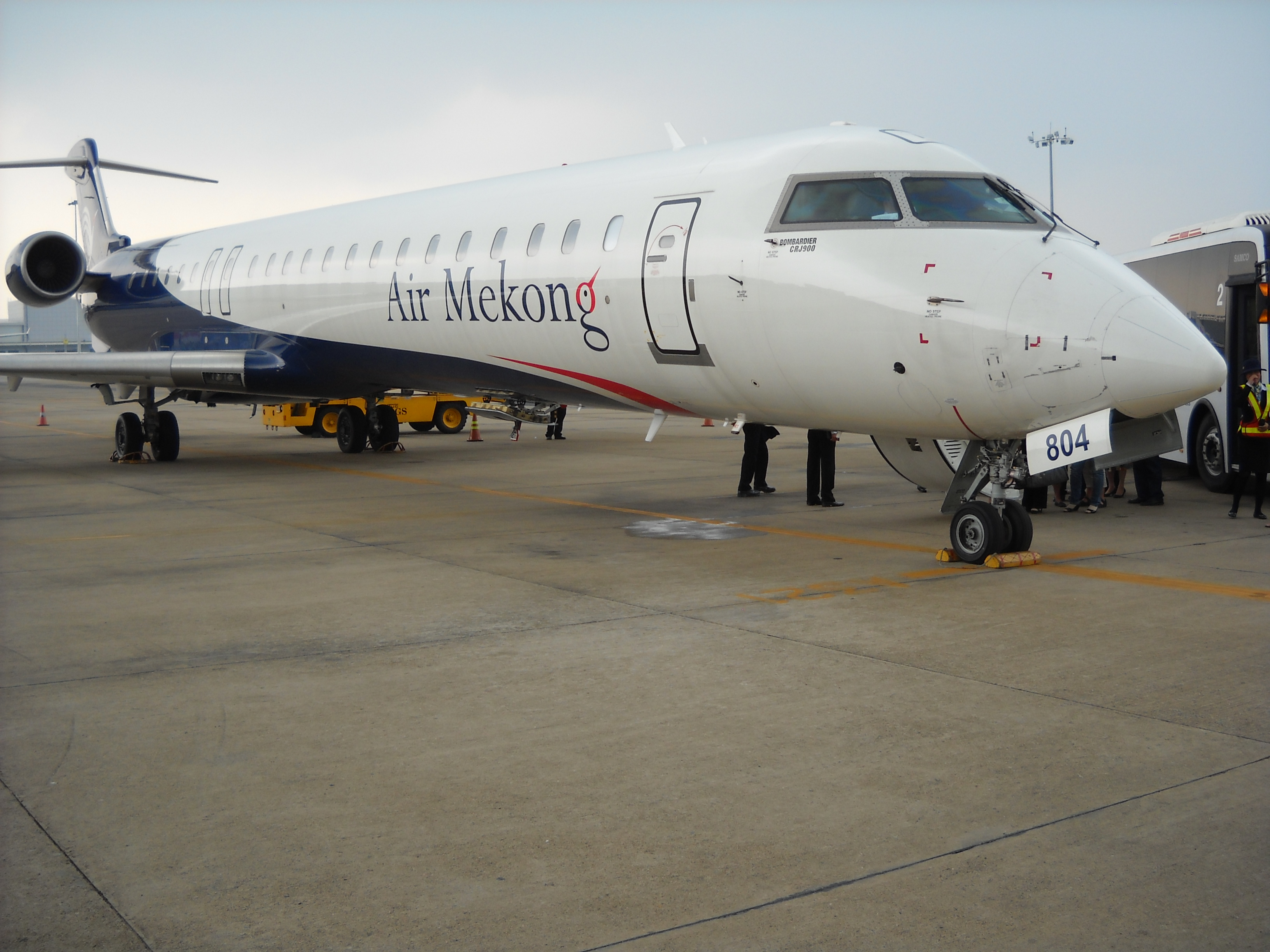
Máy bay Bombardier CRJ 900 của Air Mekong tại Tân Sơn Nhất

Công ty Cổ phần Hàng không Mê Kông, còn được gọi tắt là Air Mekong, đã từng là hãng hàng không tư nhân thứ ba tại Việt Nam, sau VietJet Air và Indochina Airlines. Hãng hoạt động từ ngày 9 tháng 10 năm 2010. Đường bay cất cánh từ trụ sở chính tại sân bay quốc tế Phú Quốc tới sân bay quốc tế Nội Bài và sân bay quốc tế Tân Sơn Nhất. Trụ sở chính của Air Mekong được đặt tại Phú Quốc, tỉnh Kiên Giang. Air Mekong được thành lập vào năm 2009 và bắt đầu cất cánh từ 09/10/2010. Air Mekong thuê bốn chiếc máy bay Bombardier CRJ 900 từ hãng hàng không SkyWest Airlines, mỗi chiếc được trang bị 90 chỗ ngồi bao gồm hạng thương gia và hạng tiết kiệm. Trong năm 2011, Air Mekong thực hiện 10.750 chuyến bay và chuyên chở khoảng 710.000 hành khách. Hãng ngừng bay từ cuối tháng 2 năm 2013, đến đầu năm 2015 thì hủy bỏ giấy phép hoạt động.
Air Mekong là một thành viên của Tập đoàn BIM. Các cổ đông khác bao gồm SkyWest, Inc. và Eximbank.

## Hình thành
Hãng này được hình thành từ nhiều nhà đầu tư Việt Nam mà đại diện là Công ty đầu tư phát triển sản xuất Hạ Long (Kiên Giang). Theo đề án ban đầu, hãng có tên là Phú Quốc Air, được Thủ tướng Chính phủ cho phép thành lập theo đề nghị của Ủy ban nhân dân tỉnh Kiên Giang. Tuy nhiên, đến tháng 10 năm 2008, trên giấy phép chính thức thành lập mang tên Công ty Cổ phần Hàng không Mê Kông, tên giao dịch là Mekong Aviation Joint Stock Company, với vốn điều lệ là 200 tỷ đồng.

## Lịch sử hãng
Hãng đã chính thức đi vào hoạt động từ ngày 9 tháng 10 năm 2010 và trở thành hãng hàng không tư nhân thứ ba của Việt Nam, sau VietJet Air và Indochina Airlines.
Đầu năm 2011, hãng đã trình bày đề xuất muốn bán 30% cổ phần cho tập đoàn hàng không Mỹ SkyWest. Đề xuất này đã được Bộ Giao thông Vận tải trình lên Chính phủ Việt Nam chờ phê duyệt.
Ngày 6 tháng 6 năm 2012, hãng đã tiến hành lễ ký kết đối tác chiến lược với Ngân hàng thương mại cổ phần Xuất Nhập Khẩu Việt Nam (Eximbank). Theo đó, Eximbank sẽ tham gia góp 11% vốn điều lệ vào Air Mekong, trở thành một cổ đông lớn của Air Mekong.
Tuy nhiên, vì nhiều lý do khác nhau, hợp đồng này giữa Air Mekong và Eximbank đã dừng lại. Vấn đề là ở chỗ Air Mekong đã gặp phải một số vấn đề trong đó có kinh doanh thua lỗ và đã phải tạm dừng khai thác các chuyến bay thương mại kể từ ngày 1 tháng 3 năm 2013.
Sau ngày 28 tháng 2 năm 2013, Air Mekong đã tuyên bố ngừng bay để tái cơ cấu lại. Air Mekong cũng sẽ trả 4 chiếc Bombardier CRJ 900 để tìm kiếm loại máy bay phù hợp hơn, có thể là Airbus A320 hay Boeing 737.
Ngày 6 tháng 1 năm 2015, Bộ Giao thông Vận tải đã có quyết định số 22/QĐ - BGTVT hủy bỏ Giấy phép kinh doanh vận chuyển hàng không số 06/2008/GPKDVCHK ngày 30/10/2008 mà Bộ Giao thông Vận tải đã cấp cho Air Mekong. Từ đó, hãng đã đóng cửa và không hoạt động.

## Máy bay
- Các máy bay CRJ900 được thuê từ hãng Sky West Leasing (Hoa Kỳ)[7][8][9][10], có 90 chỗ, gồm 2 hạng thương gia và hạng phổ thông.

## Nhận diện thương hiệu
Logo của hãng là hình ảnh sếu đầu đỏ cách điệu.

## Điểm đến

### Hiện tại
Các tuyến bay này tạm dừng từ 1 tháng 3 năm 2013 cho đến khi hãng chọn được đội tàu bay mới nhưng cuối cùng điều đó lại không xảy ra khi hãng chính thức tuyên bố phá sản.
- Buôn Ma Thuột (Sân bay Buôn Ma Thuột) Điểm đến quan trọng
- Côn Đảo (Sân bay Côn Đảo)
- Đà Lạt (Sân bay Liên Khương)
- Hà Nội (Sân bay quốc tế Nội Bài) Trụ sở chính
- Thành phố Hồ Chí Minh (Sân bay quốc tế Tân Sơn Nhất) Trụ sở chính
- Phú Quốc (Sân bay quốc tế Phú Quốc) Điểm đến quan trọng
- Pleiku (Sân bay Pleiku)
- Quy Nhơn (Sân bay Phù Cát)
- Vinh (Sân bay quốc tế Vinh)

### Điểm đến trước đây
- Đà Nẵng (Sân bay quốc tế Đà Nẵng)
- Phú Quốc (Sân bay Phú Quốc)